# Siegfried Landau
Siegfried Landau (Berlino, 4 settembre 1921 – New York, 20 febbraio 2007) è stato un direttore d'orchestra e compositore tedesco naturalizzato statunitense.

## Biografia
Nacque a Berlino, figlio di Ezechiele Landau, un rabbino ortodosso ed Helen (Grynberg) Landau. Studiò musica nei conservatori Stern e Klindworth-Scharwenka in Germania. La sua famiglia emigrò a Londra nel 1939. Nel 1940 Landau andò a New York City e fu allievo di Pierre Monteux. Nel 1943, divenne membro della facoltà del New York College of Music, che dopo il 1968 fu assorbito dalla Steinhardt School of Culture, Education and Human Development dell'Università di New York.
Landau entrò a far parte della Brooklyn Philharmonic (allora si chiamava la Brooklyn Philharmonia) nel 1955, un'orchestra composta in quel momento da musicisti freelance nella zona di New York City, con particolare attenzione alla musica classica contemporanea o musica raramente eseguita. La sua permanenza in carica come direttore musicale dell'orchestra fu dal 1955 al 1971, quando si dimise dopo che l'orchestra aveva ridotto la sua stagione e le opportunità di programmazione nel corso di un periodo di difficoltà finanziarie. Dal 1961 al 1981 fu il direttore musicale della Westchester Symphony (in seguito la White Plains Symphony), fino a quando lasciò l'orchestra per controversie con il consiglio di amministrazione per quanto riguardava la programmazione. Ha guidato la Chattanooga Opera Association dal 1960 al 1973. In Europa, è stato Generalmusikdirektor della Vestfalia Symphony Orchestra dal 1973 al 1975.
Le composizioni di Landau comprendono musica per un dramma in danza, The Dybbuk, di Anna Sokolow. Landau è stato anche insegnante presso il Jewish Theological Seminary e direttore musicale per la Sinagoga di Shearith Israel, Manhattan.
Landau sposò Irene Gabriel nel 1954 ed ebbero due figli, Robert e Peter. Landau spesso diresse la musica per la compagnia di danza della moglie Irene negli anni 1950 e 1960. Landau e la Gabriel si spostarono nella loro casa di Brushton nello stato di New York nel 1980.
Morirono in un incendio che ha distrutto la loro casa. I loro figli sono sopravvissuti.